# Cucumaricola curvatus
Cucumaricola curvatus – gatunek widłonoga z rodziny Cucumaricolidae. Opisał go w 1977 roku rosyjski biolog Giennadij Wasiljewicz Awdiejew.